# Treffauer
Treffauer – szczyt w pasmie Kaisergebirge, części Północnych Alp Wapiennych. Leży w Austrii w kraju związkowym Tyrol. Trzeci co do wysokości szczyt pasma Kaisergebirge. Sąsiaduje z Ellmauer Halt i Sonneck. Szczyt można zdobyć ze schroniska Gruttenhütte (1620 m).